# E-Prix de Londres
El e-Prix de Londres es una carrera de automovilismo válida para el Campeonato Mundial de Fórmula E, que actualmente se disputa en el Circuito del centro de exposiciones ExCeL, en Londres, Reino Unido.

## Historia
Londres fue una de las primeras ciudades importantes en expresar interés en el nuevo Campeonato de Fórmula E de la FIA, y firmó un acuerdo anticipado con Formula E Holdings para unirse al calendario inaugural 2014-15. Negociaciones posteriores con el Ayuntamiento de Wandsworth dieron como resultado que el Parque Battersea fuera seleccionado para albergar la carrera, el circuito callejero del Parque Battersea fue debidamente aprobado el 19 de febrero de 2015 y albergaría sus dos primeros e-Prix en junio de 2015.
Posteriormente, el e-Prix de Londres se eliminó del calendario después de las carreras de 2016, aunque el CEO de la Formula E, Alejandro Agag, dejó en claro que era una prioridad restaurar la capital británica al calendario de la Formula E. Las negociaciones con el Centro de exposiciones ExCeL se abrieron durante la temporada 2018-19, con un acuerdo entre Formula E Holdings y los propietarios de ExCeL debidamente anunciado el 5 de marzo de 2019. El nuevo circuito, bautizado como Circuito del centro de exposiciones ExCeL, daría la vuelta y atravesaría el propio centro de exposiciones y serviría como doble cabecera para concluir la temporada 2019-20.
La pandemia de Covid-19 reduciría los planes para completar la campaña 2019-20 en Londres, aunque el e-Prix de Londres finalmente regresaría a la Fórmula E en 2020-21, sirviendo como la penúltima ronda de la temporada.

## Ganadores
| Edición    | Ganador           | Equipo/Unidad    | Circuito         | Resultados     |
| ---------- | ----------------- | ---------------- | ---------------- | -------------- |
| 2014-15    | Sébastien Buemi   | Renault          | Parque Battersea | Resultados     |
| 2014-15    | Sam Bird          | Virgin           | Parque Battersea | Resultados     |
| 2015-16    | Nicolas Prost     | Renault          | Parque Battersea | Resultados     |
| 2015-16    | Nicolas Prost (2) | Renault          | Parque Battersea | Resultados     |
| 2016- 2020 | No se disputó.    | No se disputó.   | No se disputó.   | No se disputó. |
| 2020-21    | Jake Dennis       | Andretti-BMW     | ExCeL            | Resultados     |
| 2020-21    | Alex Lynn         | Mahindra         | ExCeL            | Resultados     |
| 2021-22    | Jake Dennis (2)   | Andretti-BMW     | ExCeL            | Resultados     |
| 2021-22    | Lucas di Grassi   | Venturi-Mercedes | ExCeL            | Resultados     |
| 2022-23    | Mitch Evans       | Jaguar           | ExCeL            | Resultados     |
| 2022-23    | Nick Cassidy      | Envision-Jaguar  | ExCeL            | Resultados     |
| 2023-24    | Pascal Wehrlein   | Porsche          | ExCeL            | Resultados     |
| 2023-24    | Oliver Rowland    | Nissan           | ExCeL            | Resultados     |
| 2024-25    | Nick Cassidy (2)  | Jaguar           | ExCeL            | Resultados     |
| 2024-25    | Nick Cassidy (3)  | Jaguar           | ExCeL            | Resultados     |

## Estadísticas

### Pilotos con más victorias
| Victorias | Piloto          | Años             |
| --------- | --------------- | ---------------- |
| 3         | Nick Cassidy    | 2023, 2025, 2025 |
| 2         | Nicolas Prost   | 2016, 2016       |
| 2         | Jake Dennis     | 2021, 2022       |
| 1         | Sébastien Buemi | 2015             |
| 1         | Sam Bird        | 2015             |
| 1         | Alex Lynn       | 2021             |
| 1         | Lucas di Grassi | 2022             |
| 1         | Mitch Evans     | 2023             |
| 1         | Pascal Wehrlein | 2024             |
| 1         | Oliver Rowland  | 2024             |

### Equipos con más victorias
| Victorias | Equipo   | Años             |
| --------- | -------- | ---------------- |
| 3         | Renault  | 2015, 2016, 2016 |
| 3         | Jaguar   | 2023, 2025, 2025 |
| 2         | Andretti | 2021, 2022       |
| 1         | Virgin   | 2015             |
| 1         | Mahindra | 2021             |
| 1         | Venturi  | 2022             |
| 1         | Envision | 2023             |
| 1         | Porsche  | 2024             |
| 1         | Nissan   | 2024             |